# Bushido (rapper)

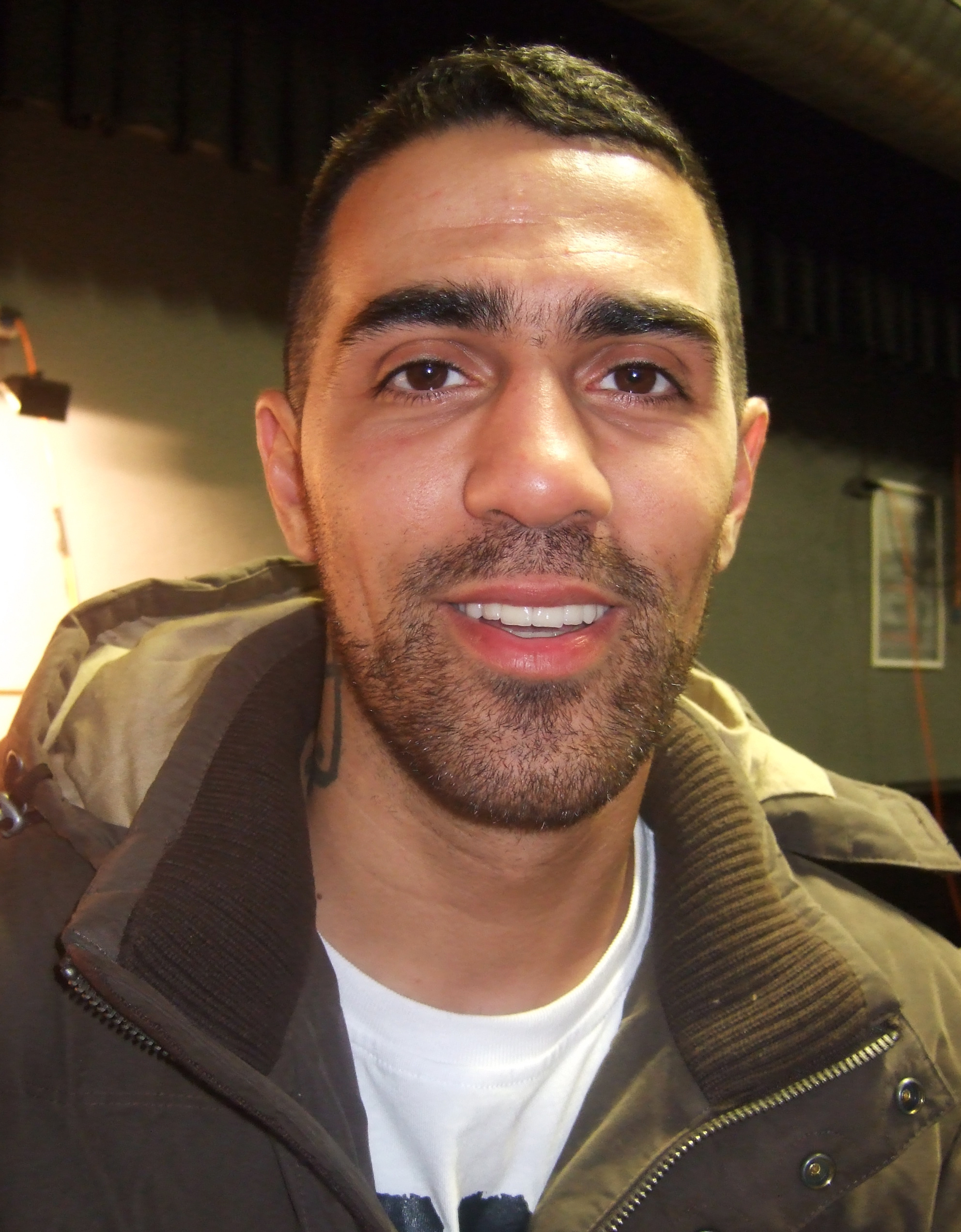
Sony Black v Mnichově v roce 2009

Anis Mohamed Youssef Ferchichi (také Bushido nebo pseudonym Sonny Black) (28. září 1978, Bonn, Západní Německo) je německý hudebník s tuniskými předky. Jeho styl je podobný americkému gangsta rapu.
Vlastní nahrávací společnost ErsGuterJunge, s kterou jezdí po německy mluvících zemích. V roce 2010 zavítal i do Prahy. Bushido je taktéž bývalým členem dnes již rozpadlé hudební společnosti AGGRO Berlin, kde byly hvězdy německého rapu jako například B-Tight, D-Bo, Sido, Fler nebo právě Bushido.

## Život
Anis se narodil roku 1978 v Bonnu do rodiny německé matky a tuniského otce, který rodinu záhy opustil, a vyrůstal v berlínské čtvrti Tempelhof, kde chodil i do škol. V mládí si přivydělával prodejem drog, což mu spolu s poškozováním cizí věci vyneslo odsouzení na 3 roky v nápravném zařízení pro mladistvé. Zde se vyučil malířem a lakýrníkem, což také po odpykání trestu zúročil – ovšem namísto malování fasád štětcem je spolu s kamarádem Patrikem Losenskym alias Flerem, kterého potkal v nápravném zařízení, pomalovával sprejem. Později se do křížku se zákonem dostal ještě jednou – byl uvězněn za bitku, trestu se však vyhnul tím, že uspořádal koncert ve vězení.
S Flerem tvořili duo Sonny Black (Bushido) a Frank White (Fler) a zpívali spolu v labelu Hardcore Berlin, z něhož později Anis vystoupil. V roce 2008 nahrál s Karlem Gottem skladbu Für immer jung, která jako základ využívá Gottovu stejnojmennou píseň (v české verzi Být stále mlád, původně Forever young od německých Alphaville).
Bushidovo album Sonny Black z roku 2015 bylo německými úřady v roce 2019 označeno za dílo ohrožující děti a mládež, urážející ženy a homosexuály a oslavující násilí. Úřady se deskou zabývaly už od dubna 2015, ale Bushido se pokoušel rozhodnutí zpochybnit žalobou. Soud ale dal nakonec za pravdu úřadům. Na podnět orgánů dohlížejících na média tak videoserver Youtube už zablokoval 300 videí, které šíří Bushidovu tvorbu.